# Liga dos Campeões da CAF de 2012 - Fase de Grupos
As partidas da Fase de Grupos da Liga dos Campeões da CAF de 2012 foram programados para ocorrer entre julho e setembro de 2012. As jornadas são em: 6-8 de julho, 20-22 de julho, 3-5 de agosto, 17-19 de agosto, 31 de agosto-2 de setembro e 14-16 de setembro.
A fase de grupos, é composta dos oito vencedores da Segunda fase. Eles foram divididos em dois grupos de quatro, onde irão jogar entre si em jogos de ida e volta. As duas melhores equipes de cada grupo avançam para as Semi-finais.

## Grupos
O sorteio para a fase de grupos foi realizada em 15 de Maio de 2012, 14:00 (UTC+2), na sede da CAF no Cairo.
A ordem de classificação usada quando duas ou mais equipes têm igual número de pontos é:
1. Número de pontos obtidos nos jogos entre as equipes em questão;
2. Diferença de gols nos jogos entre as equipes em questão;
3. Gols marcados nos jogos entre as equipes em questão;
4. Gols marcados fora nos jogos entre as equipas em questão;
5. Diferença de gols em todos os jogos;
6. Gols marcados em todos os jogos;
7. Sorteio.

### Grupo A
| Equipe          | Pts              | J                | V                | E                | D                | GP               | GC               | SG               |
| --------------- | ---------------- | ---------------- | ---------------- | ---------------- | ---------------- | ---------------- | ---------------- | ---------------- |
| Espérance ST    | 9                | 4                | 3                | 0                | 1                | 6                | 3                | +3               |
| Sunshine Stars  | 6                | 4                | 2                | 0                | 2                | 4                | 4                | 0                |
| ASO Chlef       | 3                | 4                | 1                | 0                | 3                | 4                | 7                | –3               |
| Étoile du Sahel | Desclassificado2 | Desclassificado2 | Desclassificado2 | Desclassificado2 | Desclassificado2 | Desclassificado2 | Desclassificado2 | Desclassificado2 |

| 7 de julho de 2012 | ASO Chlef | Cancelado2 | Étoile du Sahel | Stade Mohamed Boumezrag, Chlef |
| 21:00 UTC+1        |           | Relatório  | Belaïd 9'       | Árbitro: MLI Koman Coulibaly   |

| 8 de julho de 2012 | Sunshine Stars | 0 – 2     | Espérance ST                  | Gateway Stadium, Ijebu Ode  |
| 15:00 UTC+1        |                | Relatório | Y. Msakni 20' · N'Djeng 45+1' | Árbitro: GAM Bakary Gassama |

| 20 de julho de 2012 | Espérance ST                                 | 3 – 2     | ASO Chlef                   | Stade Olympique de Radès, Radès |
| 22:00 UTC+1         | Mouelhi 29' (pen), 87' (pen) · N'Djeng 90+3' | Relatório | Mellouli 42' · Messaoud 85' | Árbitro: MAR Bouchaib El Ahrach |

| 21 de julho de 2012 | Étoile du Sahel | Cancelado2 | Sunshine Stars | Stade Olympique de Sousse, Sousse    |
| 22:00 UTC+1         |                 | Relatório  |                | Árbitro: MAU Rajindraparsad Seechurn |

| 5 de agosto de 2012 | Sunshine Stars             | 2 – 0     | ASO Chlef | Otunba Dipo Dina International Stadium, Ijebu Ode |
| 15:00 UTC+1         | Olorundare 48' · Azuka 59' | Relatório |           | Árbitro: MAD Hamada Nampiandraza                  |

| 5 de agosto de 2012 | Espérance ST      | Cancelado2 | Étoile du Sahel | Stade Olympique de Radès, Radès |
| 22:00 UTC+1         | Mouelhi 41' (pen) | Relatório  |                 | Árbitro: CMR Néant Alioum       |

| 17 de agosto de 2012 | ASO Chlef  | 1 – 2     | Sunshine Stars           | Stade Mohamed Boumezrag, Chlef  |
| 21:00 UTC+1          | Eyenga 48' | Relatório | Tamen 45+2' · Akombo 76' | Árbitro: GUI Aboubacar Bangoura |

| 18 de agosto de 2012 | Étoile du Sahel | Cancelado2 | Espérance ST              | Stade Olympique de Sousse, Sousse |
| 22:00 UTC+1          |                 | Relatório  | Aouadhi 41' · N'Djeng 74' | Árbitro: CIV Noumandiez Doué      |

| 31 de agosto de 2012 | Étoile du Sahel | Cancelado2 | ASO Chlef | Stade Olympique de Sousse, Sousse |
| 20:30 UTC+1          |                 |            |           | Árbitro: RSA Daniel Bennett       |

| 2 de setembro 2012 | Espérance ST        | 1 – 0     | Sunshine Stars | Stade Olympique de Radès, Radès  |
| 19:00 UTC+1        | Ebitogwa 52' (g.c.) | Relatório |                | Árbitro: SUD Khalid Abdel Rahman |

| 14 de setembro de 2012 | ASO Chlef  | 1 – 0     | Espérance ST | Stade Mohamed Boumezrag, Chlef  |
| 15:00 UTC+1            | Eyenga 26' | Relatório |              | Árbitro: GAB Eric Otogo-Castane |

|  | Sunshine Stars | Cancelado2 | Étoile du Sahel |  |
|  |                |            |                 |  |

Notas
- Nota 2: A partida entre Étoile du Sahel x Espérance ST, em 18 de Agosto, teve que ser interrompida 30 minutos antes do fim porque os torcedores invadiram o gramado do estádio Olympique de Sousse. E em 27 de Agosto a Confederação Africana de Futebol, decidiu por desclassificar o Étoile da competição. Todos os resultados obtidos anteriormente foram cancelados.[4][5]

### Grupo B
| Equipe          | Pts | J | V | E | D | GP | GC | SG |
| --------------- | --- | - | - | - | - | -- | -- | -- |
| Al-Ahly         | 11  | 6 | 3 | 2 | 1 | 9  | 6  | +3 |
| TP Mazembe      | 10  | 6 | 3 | 1 | 2 | 9  | 6  | +3 |
| Berekum Chelsea | 8   | 6 | 2 | 3 | 1 | 9  | 10 | –1 |
| Zamalek         | 4   | 6 | 0 | 2 | 4 | 5  | 10 | –5 |

| 7 de julho de 2012 | Berekum Chelsea         | 3 – 2     | Zamalek        | Estádio Ohene Djan, Acra   |
| 14:00 UTC+0        | Clottey 29', 46', 90+1' | Relatório | Cissé 22', 34' | Árbitro: SEN Badara Diatta |

| 8 de julho de 2012 | Al-Ahly                 | 2 – 1     | TP Mazembe | Cairo Military Academy Stadium, Cairo |
| 19:30 UTC+2        | Moteab 12' · Nagy 90+2' | Relatório | Samata 85' | Árbitro: CIV Noumandiez Doué          |

| 22 de julho de 2012 | TP Mazembe     | 2 – 2     | Berekum Chelsea         | Stade TP Mazembe, Lubumbashi |
| 15:30 UTC+2         | Mputu 11', 32' | Relatório | Clottey 71' (pen.), 84' | Árbitro: RSA Daniel Bennett  |

| 22 de julho de 2012 | Zamalek | 0 – 1     | Al-Ahly       | Cairo Military Academy Stadium, Cairo |
| 22:00 UTC+2         |         | Relatório | Aboutrika 79' | Árbitro: KEN Sylvester Kirwa          |

| 4 de agosto de 2012 | TP Mazembe               | 2 – 0     | Zamalek | Stade TP Mazembe, Lubumbashi     |
| 15:30 UTC+2         | Kasongo 70' · Samata 77' | Relatório |         | Árbitro: SUD Khalid Abdul Rahman |

| 4 de agosto de 2012 | Al-Ahly                                  | 4 – 1     | Berekum Chelsea | Cairo Military Academy Stadium, Cairo |
| 22:00 UTC+2         | Said 17' · Naguib 33' · Soliman 67', 72' | Relatório |                 | Árbitro: ALG Djamel Haïmoudi          |

| 19 de agosto de 2012 | Berekum Chelsea | 1 – 1     | Al-Ahly          | Estádio Ohene Djan, Acra        |
| 14:00 UTC+2          | Darko-Opoku 52' | Relatório | Oussou Konan 43' | Árbitro: MAR Bouchaib El Ahrach |

| 19 de agosto de 2012 | Zamalek        | 1 – 2     | TP Mazembe                | Cairo Military Academy Stadium, Cairo |
| 22:00 UTC+2          | Omotoyossi 36' | Relatório | Himoonde 34' · Samata 44' | Árbitro: TUN Slim Jedidi              |

| 1 de setembro de 2012 | Zamalek             | 1 – 1     | Berekum Chelsea | Cairo Military Academy Stadium, Cairo |
| 20:00 UTC+2           | Mohamed Ibrahim 13' | Relatório | Nafiu 24'       | Árbitro: MLI Koman Coulibaly          |

| 2 de setembro de 2012 | TP Mazembe             | 2 – 0     | Al-Ahly | Stade TP Mazembe, Lubumbashi |
| 15:30 UTC+2           | Samata 49' · Kanda 61' | Relatório |         | Árbitro: CMR Neant Alioum    |

| 16 de setembro de 2012 | Berekum Chelsea | 1 – 0     | TP Mazembe | Estádio Ohene Djan, Acra    |
| 15:00 UTC+0            | Darko-Opoku 80' | Relatório |            | Árbitro: GAM Bakary Gassama |

| 16 de setembro de 2012 | Al-Ahly             | 1 – 1     | Zamalek             | Cairo Military Academy Stadium, Cairo |
| 17:00 UTC+2            | Mohamed Barakat 62' | Relatório | Mohamed Ibrahim 43' | Árbitro: TUN Slim Jedidi              |